# Noémie Happart
Noémie Happart (Grâce-Hollogne, 1 juni 1993) werd op 6 januari 2013 verkozen tot Miss België.

## Biografie
Voor de missverkiezing studeerde ze psychologie aan de Universiteit van Luik met de bedoeling om logopediste te worden. Tijdens haar missjaar stopte ze met haar opleiding. Happart vertegenwoordigde België in de Miss Universe en Miss World en raakte tot in de finale van de Miss World-verkiezing. Sinds 1994 was geen Belgische daar nog in geslaagd. Happart trouwde in juni 2017 met voetballer Yannick Carrasco.
- Gemeinsame Normdatei: 1165895978
- Virtual International Authority File: 766153596618951900006